# 象狮虎豹狼狗猫鼠
象狮虎豹狗狐猫鼠，是流传中國的兩人傳統棋類，又稱暗獸棋，介於暗棋與鬥獸棋的中間體，現在已被作成Android遊戲。類似的遊戲有布依族的草稈棋
。

## 棋具
- 4*4方格。

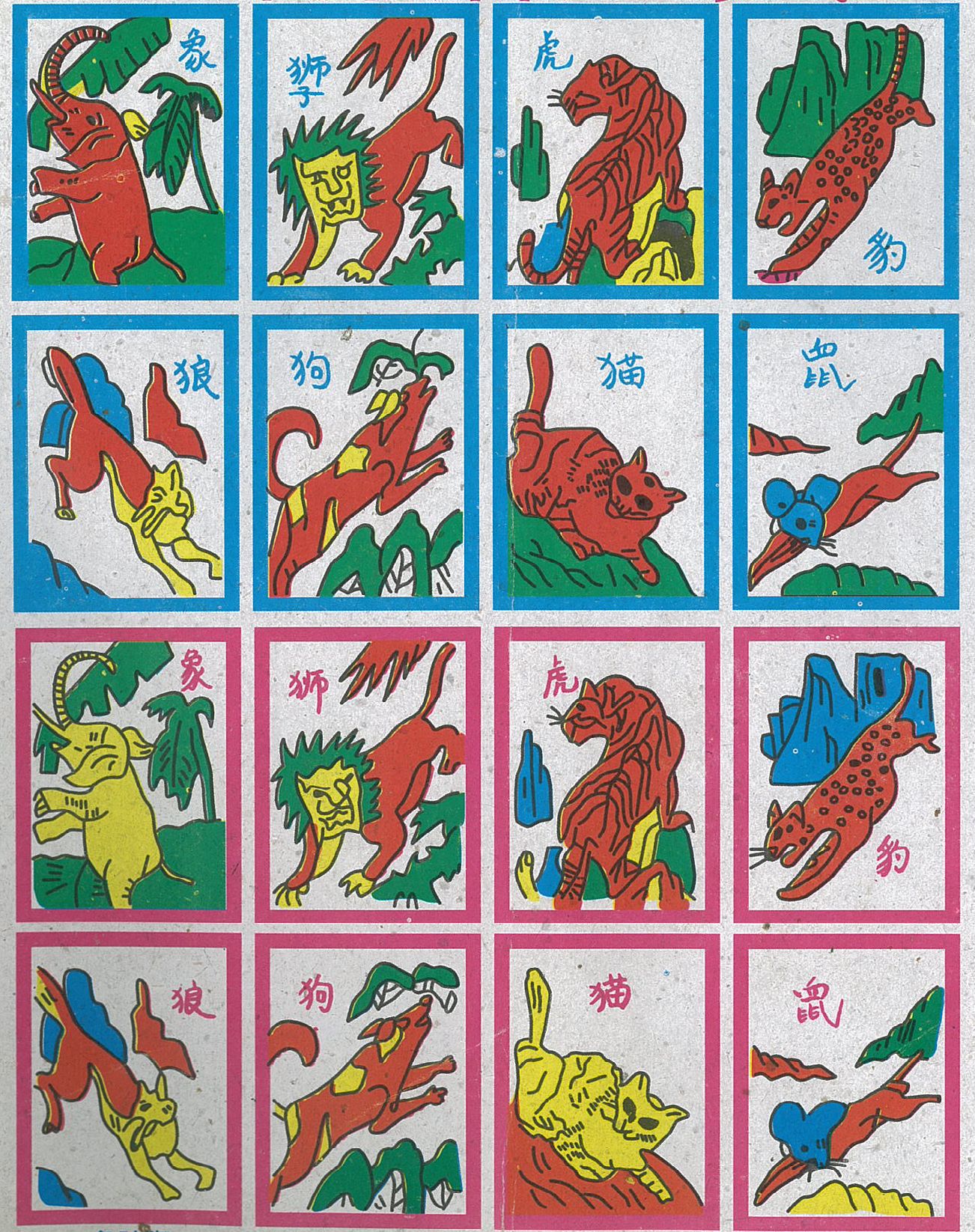
象狮虎豹狗狐猫鼠

- 棋子以洋片表示，背面相同，正面分別繪有象、狮、虎、豹、狼、狗、猫、鼠，每種每方一枚，以顏色區分敵我。

## 規則
- 初始佈置如暗棋，棋子背面朝上隨機佈置。

- 双方轮流翻子或走子，能以縱橫方向至空鄰處或可俘虜的敵棋處。
  - 每一種棋子僅能俘虜等級同於低於的敵棋：象＞狮＞虎＞豹＞狼＞狗＞猫＞鼠。
    - 象不能吃鼠；鼠能吃象。
- 有規則是豹可以斜向飛到空位處或可俘虜的敵棋處。
- 有規則是只有貓能吃老鼠。
- 消滅所有敵棋為勝。

## 變體

### 變體一
- 5*4方格。
- 棋子多豬、羊兩種，大小為象＞狮＞虎＞豹＞狼＞猪＞狗＞羊＞猫＞鼠[3]。

### 變體二
- 5*4方格。
- 棋子多槍、人兩種，大小為枪＞象＞狮＞虎＞狼＞豹＞人＞狗＞猫＞鼠。人能吃枪；鼠能吃象[4]。

### 變體三
- 5*4方格。
- 棋子多熊、狐兩種，大小為象＞熊＞狮＞虎＞豹＞狼＞狐＞狗＞猫＞鼠。
- 其餘與4*4方格版相同

### 變體四
- 5*4方格。
- 棋子多犀、蟲二種，大小為象＞犀＞狮＞虎＞豹＞狼＞狗＞猫＞鼠＞蟲。鼠能吃象；蟲能吃犀

- 象能把敵棋拋射與另一敵棋同歸，以縱橫方向射擊。
- 蟲能寄生於敵棋上，但不能寄生於蟲上。可用狼、狗、猫或鼠跳吃寄生蟲。
- 其餘與4*4方格版相同